# Haplochromis xenostoma
Haplochromis xenostoma är en fiskart som beskrevs av Regan 1922. Haplochromis xenostoma ingår i släktet Haplochromis och familjen Cichlidae. IUCN kategoriserar arten globalt som akut hotad. Inga underarter finns listade i Catalogue of Life.